# Grote Prijs Stad Zottegem 1988
Il Grote Prijs Stad Zottegem 1988, cinquantatreesima edizione della corsa, si svolse il 23 agosto 1988 su un percorso di 185 km, con partenza e arrivo a Zottegem. Fu vinto dal belga Chris Scharmin della ADR-Anti-M-Enerday davanti all'olandese Frans Maassen e al belga Carlo Bomans.

## Ordine d'arrivo (Top 10)
| Pos. | Corridore          | Squadra        | Tempo    |
| ---- | ------------------ | -------------- | -------- |
| 1    | Chris Scharmin     | ADR            | 4h07'26" |
| 2    | Frans Maassen      | Superconfex    |          |
| 3    | Carlo Bomans       | Lotto-Merckx   |          |
| 4    | Jan Bogaert        | Intral Renting |          |
| 5    | Marc Dierickx      | PDM            |          |
| 6    | Patrick Verplancke | Intral Renting |          |
| 7    | Bruno Geuens       | Roland         |          |
| 8    | André Lurquin      | Lotto-Merckx   |          |
| 9    | Maarten Ducrot     | Superconfex    |          |
| 10   | Patrick van Passel | Superconfex    |          |